# Smoke Gets in Your Eyes
"Smoke Gets In Your Eyes" är en sång med musik av Jerome Kern och text av Otto Harbach. Sången skrevs till deras musikal Roberta 1933. Covers har spelats in av flera artister, bland andra Harry Belafonte, Dinah Washington och Johnny Mathis, "mannen med sammetsrösten". Gruppen The Platters släppte låten på en singel 1959 och den hamnade på första plats på USA:s topplista. 1974 tolkades den av Bryan Ferry på hans LP 'Another Time Another Place'. I Sverige har den sjungits in av  Lotta Engberg 1992 och Therese Grankvist 2001.